# Haroldius maruyamai
Haroldius maruyamai là một loài bọ cánh cứng trong họ Bọ hung (Scarabaeidae).